# Scoppo
Scoppo (in sloveno Skopo) è un centro abitato della Slovenia, insediamento (naselje) del comune di Sesana.
La chiesa del paese, adiacente al cimitero, è dedicata a San Michele Arcangelo.

## Storia
In eposca asburgica il centro abitato appartene alla Contea di Gorizia e Gradisca (a sua volta inquadrata dal 1816 nel Regno d'Illiria e dal 1849 nel Litorale austriaco), come comune catastale autonomo. Era noto con i toponimi italiani di Scoppa o Scopa e con quelli sloveni di Skopo o Skopa. In seguito il comune divenne anche amministrativo, includendo il vicino comune catastale di Crainavass (Krajna Vas o Krajnavas).
Dopo la prima guerra mondiale e il Trattato di Rapallo passò, come tutta la Venezia Giulia, al Regno d'Italia; nel 1923 il toponimo venne modificato in Scoppo, e il comune venne inserito nel circondario di Trieste dell'omonima provincia. La circoscrizione territoriale rimase invariata, continuando a includere la frazione di Crainavas/Villa Cargna (Krajna Vas). Nel 1927 il comune di Scoppo venne soppresso e aggregato a quello di Duttogliano.
Dopo la seconda guerra mondiale il territorio passò alla Jugoslavia; attualmente Scoppo (denominata ufficialmente Skopo) è un insediamento del comune di Sesana.